# جيوليو بيتزوتو
جيوليو بيتزوتو (بالإيطالية: Giulio Bizzotto)‏ (15 أكتوبر 1996 بإيطاليا - ) هو لاعب كرة قدم إيطالي في مركز الهجوم. لعب مع نادي سيتاديلا.

## وصلات خارجية
- جيوليو بيتزوتو على موقع قاعدة بيانات كرة القدم.إي يو (الإنجليزية)
- جيوليو بيتزوتو على موقع Soccerway.com (الإنجليزية)
- جيوليو بيتزوتو على موقع عالم كرة القدم.نت (الإنجليزية)